# 일본의 유대인
일본의 유대인에 대해 설명한다.

## 일본의 유대인 일람
다음은 일본에서 활약했거나 현재 활약하고 있는 유대인 목록이다. 일본을 방문하거나 산 적이 있는 인물을 포함한다.
- 펠릭스 바인가르트너 Felix Paul von Weingartner - 지휘자
- 로푸 드 카르발류 Lopo Sarmento de Carvalho - 포르투갈의 일본 무역선단 사령관.
- 카르멘 마키 - 가수. 원래 이름은 러브레이스로 아버지가 유대인과 아일랜드인의 핏줄을 잇고 있다.
- 버나드 크리셔　Bernard Krisher - 저널리스트(원래는 《뉴스위크》 도쿄 지국장 등), 재팬 릴리프 포 캄보디아의 대표.

()
- 레오니트 크로이처 - 피아니스트. 일본에 망명한 독일계 러시아 유대인. 일본인 부인과 결혼해, 도쿄 예술대학교에서 수학하였고, 지가사키에 정착해 일본에서 죽었다
- 미하엘 코간 Michael Kogan - 타이토의 설립자. 일본에 망명한 우크라이나 유대인. 와세다 대학을 졸업했다. 비디오 게임의 전성기를 불러일으켰다.
- 고메타니 후미코 (米谷ふみ子) - 작가. 유대계 미국인 작가 조슈 그린펠트 Josh Greenfeld (해리와 톤토 Harry and Tonto의 작가)와 결혼해, 유대교로 개종.
- 데이비드 사순 David Sassoon (1910-1991) - 고베에 근거를 두고있는 무역업자·부동산 업자·자선가. 이스라엘 출신이다.

()
- 베아테 시로타 Beate Sirota - 레오 시로타의 딸로서 빈에서 태어났으나 일본으로 망명한 아버지를 따라가 도쿄에서 자랐다. 전후 GHQ의 일원으로서 일본 방문, 일본 헌법을 기초하는 데 관여.
- 레오 시로타 Leo Sirota - 피아니스트. 일본에 망명한 우크라이나 유대인. 후에 미국으로 이주함.
- 데이브 스펙터 David("Dave") Spector
- 줄리 드레퓌스
- 마빈 토케이어 - 비(非) 유대교도를 위한 탈무드 해설서인 《이야기 탈무드》의 집필자이자 유대계 미국인 랍비, 제2차 세계 대전 이후 주일 미군의 종군 랍비로서 1968년에서 1976년까지 일본에 거주하였다. 1977년 이후에는 미국에 거주하고 있다.
- 케니 노무라 Kenny Nomura - 야구 선수. 노무라 사치요와 유대계 미국인 알 빈의 아들.
- 피터 배러캔 Peter Barakan - 아버지가 영국에 이주한 폴란드 유대인, 어머니가 미얀마인.

()
- 잭 할페른, 春遍雀来(야코프 할페른)　Jakob(Jack, Jankl) Halpern - 한자 연구가. 이스라엘인.
- 로버트 앨런 펠드먼 Robert Alan Feldman - 모건 스탠리 증권의 일본 수석 이코노미스트.
- 후지타니 아야코 藤谷文子 - 여배우, 모델. 아버지 스티븐 시걸이 유태인.
- 페테르 프랑클 Frankl Péter
- 클라우스 프링스하임　Klaus Pringsheim
- 베르나르트 야노시 베텔헤임(버나드 장 베텔하임) Bernard Jean Bettelheim - 영국 해군 류큐 전도회 선교사(기독교로 개종한 헝가리의 유대계 영국 귀족).

(, )
- 스튜어트 레비 Stuart Levy - TOKYOPOP사 CEO. 일본 만화의 영문 번역가.
- 레비 히데오 - 미국 출신의 작가. 본명 Ian Hideo Levy(이언 히데오 레비). 일본어로 소설을 집필. 아버지가 유대인, 어머니가 폴란드인.
- 오스카르 뢰브 Oscar Loew - 독일 출신의 농업화학자.
- 요제프 헨리 레비손 Joseph Henry Levyssohn - 네덜란드

()
- 데이비드 로젠 David Rosen - SEGA의 설립자.
- 요제프 로젠슈토크 Joseph Rosenstock - 지휘자.

### 일본계
- 하루미 클로소프스카 드 롤라 (보석 디자이너)　Harumi Klossowska de Rola - 유럽 출신이지만, 일본인의 어머니와 유대인(모친이 유대계) 화가 발튀스(클로소프스카 드 롤라)의 사이에서 태어났다.

### 그 외
- 세인 카뮈 Thane Camus - 알베르 카뮈는 모친이 유대계이지만, 카뮈 집안이 직접 유대계는 아니다.

## 같이 보기
- 일본의 종교
- 신고촌
- 후구계획
- 인종적 차별 철폐 제안
- 일유동조론